# Різоль Юрій Миколайович

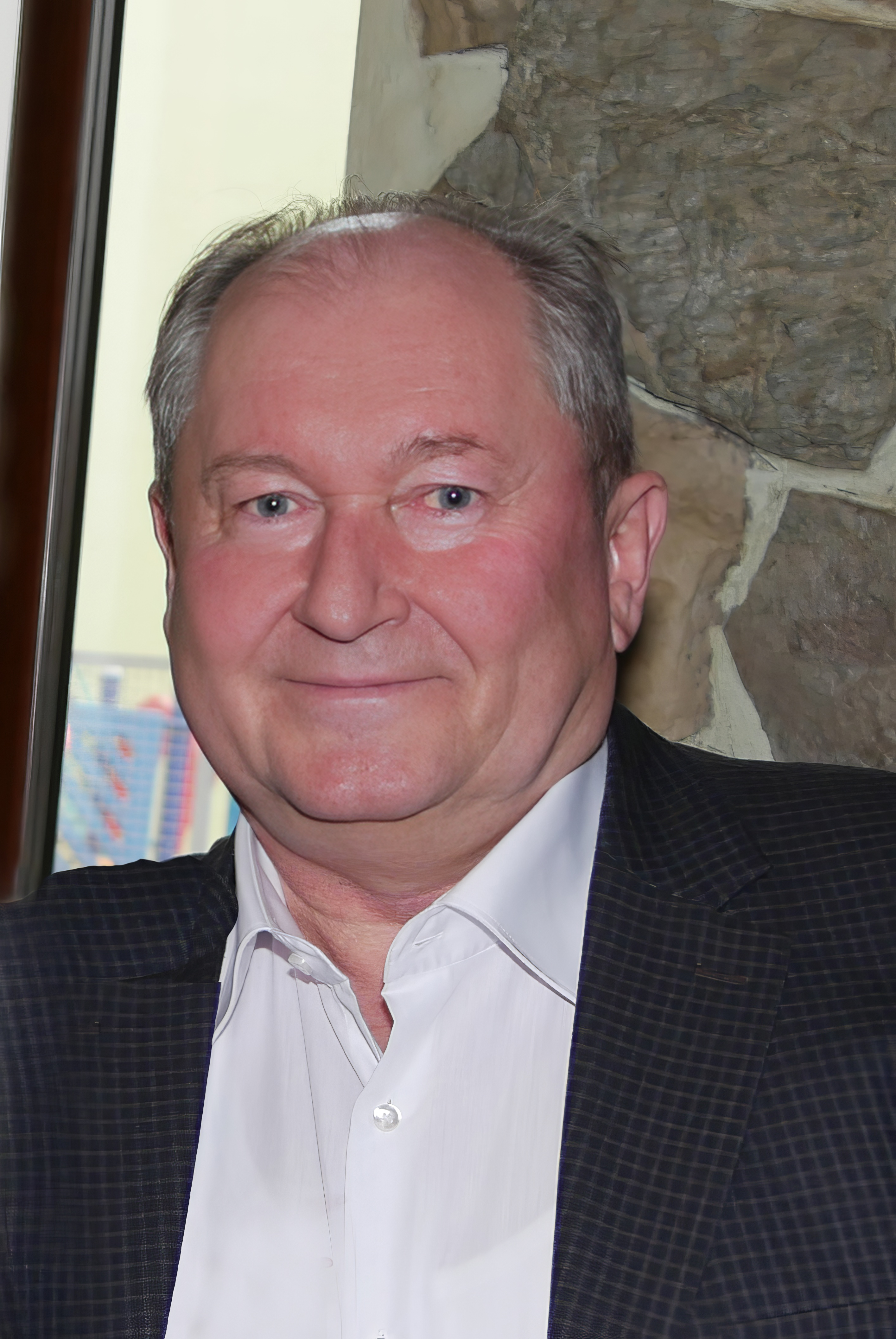
Ю.М. Різоль

Ю́рій Микола́йович Різо́ль (25 березня 1957, Київ) — український музикант, директор фольклорного ансамблю Національної філармонії України «Веселі музики». Заслужений артист України (2000).

## Життєпис
Закінчив Київський педагогічний інститут.
З 1988 року виступає в фольклорному ансамблі Національної філармонії України «Веселі музики» (вокаліст, ударні інструменти, директор ансамблю).
Побував на гастролях в Англії, Австрії, Бельгії, Болгарії, Голландії, США, Франції, Шотландії, Чехії, Словаччині, Польщі, Фінляндії, Ізраїлі, Греції, Німеччині. 1995 року ансамбль виступив на одній з найпрестижніших сцен Європи — у Мюнхенській філармонії.
2000 року йому було присвоєно звання Заслуженого артиста України.

## Родина
Батько — баяніст Микола Різоль, керівник Квартету баяністів, народний артист УРСР.
Мати Раїса Білецька учасниця Квартету баяністів, заслужена артистка УРСР.